# December 2022
Dit artikel geeft een chronologisch overzicht van de belangrijkste gebeurtenissen per dag in de maand december van het jaar 2022.

## Gebeurtenissen

### 4 december
- Op Java barst de vulkaan Semeru uit. De autoriteiten kondigen de hoogste alarmfase af en veel bewoners worden geëvacueerd.[1]
- Op een snelweg in Pueblo Rico, in de Colombiaanse provincie Risaralda, vallen tientallen doden door een aardverschuiving. Een bus en meerdere andere voertuigen raken bedolven.[2][3][4]

### 5 december
- Voor het hof van assisen in Brussel begint het strafproces tegen 10 verdachten van de terroristische aanslagen op 22 maart 2016 op Brussels Airport en in de Brusselse metro.[5] (Lees verder)

### 6 december
- Het informaticasysteem van Antwerpen, gerund door Digipolis, wordt gehackt. Door deze cyberaanval is de hele dienstverlening van de stad meer dan een week ernstig verstoord.[6]

### 7 december
- De Duitse politie pakt 25 leden van de Reichsbürger-beweging op voor het beramen van een gewapende staatsgreep.[7]
- In de Canadese stad Montreal gaat de 15e conferentie van het Biodiversiteitsverdrag (COP15) van start.
- De Chinese nationale gezondheidsautoriteit (NHC) maakt bekend dat de coronamaatregelen in verregaande mate worden versoepeld. Zo hoeven mensen met lichte symptomen voortaan niet meer naar speciale isolatiecentra, maar mogen zij gewoon thuis herstellen. Ook hoeft er minder op COVID-19 getest te worden en worden lockdowns indien mogelijk beperkt tot individuele gebouwen of delen daarvan, in plaats van dat hele gebieden worden afgesloten.[8] De versoepelingen leiden vrijwel meteen tot een gigantische toename van het aantal coronabesmettingen in China.[9] (Lees verder)

### 9 december
- Eva Kaili, vicevoorzitter van het Europees Parlement, wordt door de Belgische politie gearresteerd op verdenking van corruptie, in het kader van een onderzoek naar mogelijke omkoping door Qatar.[10]

### 11 december
- Het Orion-ruimteschip, dat op 16 november was gelanceerd, keert terug op aarde na een proefvlucht van drie weken waarbij een reis om de Maan is gemaakt. Het ruimteschip landt in de Stille Oceaan.[11]

### 15 december
- Door een aardverschuiving bij een kampeerterrein nabij de Maleisische stad Batang Kali (Hulu Selangor) vallen meer dan 30 doden, onder wie 11 kinderen. Ca. 60 mensen kunnen worden gered. De boerderij die als camping werd gebruikt, had daar volgens de autoriteiten geen wettelijke vergunning voor.[12][13]

### 17 december
- In Wilhelmshaven wordt de eerste drijvende lng-terminal van Duitsland in gebruik genomen door bondskanselier Scholz. De installatie hiervan heeft slechts 10 maanden geduurd.[14]

### 18 december
- Argentinië wint het 22e wereldkampioenschap voetbal in gastland Qatar van Frankrijk.

### 19 december
- De Nederlandse minister-president Mark Rutte biedt namens de Nederlandse regering excuses aan voor het slavernijverleden.[15] (Lees verder)

### 21 december
- De Oekraïense president Zelensky verlaat voor het eerst sinds het uitbreken van de oorlog in Oekraïne zijn land, voor een kort bezoek aan zijn Amerikaanse ambtgenoot Biden.
- De Russische premier Medvedev brengt een onverwacht bezoek aan de Chinese president Xi Jinping. De twee mannen praten onder meer over de relaties tussen hun landen en over de oorlog in Oekraïne.[16]
- Grote delen van de Verenigde Staten en Canada worden getroffen door extreme kou, tijdens Winterstorm Elliott.

### 27 december
- Miloš Vučević, de Servische minister van Defensie, maakt bekend dat het Servische leger in de hoogste staat van paraatheid zal worden gebracht. Ook veiligheidstroepen en politieagenten worden gevechtsklaar gemaakt. Aanleiding zijn de al maanden aanhoudende spanningen tussen Servië en Kosovo omtrent het verplichte gebruik van Kosovaarse nummerplaten voor Serviërs die in Kosovo wonen.[17] (Lees verder)

### 29 december
- Bij een grote brand in het Grand Diamond City Casino and Hotel in de Cambodjaanse stad Poipet vallen zeker 26 doden en meer dan 50 gewonden. Volgens een vertegenwoordiger van het Nationaal Comité voor Rampenbeheersing is de brand veroorzaakt door een kortsluiting.[18]
- Voor het eerst in Nederland zijn transplantatieartsen van het UMCG erin geslaagd om een patiënt tegelijkertijd een donorhart en een donorlever te geven.[19]
- Het Israëlische kabinet-Netanyahu VI treedt aan.

### 30 december
- De regering van Brazilië kondigt 3 dagen van nationale rouw af na het overlijden van voetballer Pelé.[20]
- President Jair Bolsonaro verlaat Brazilië twee dagen voor de machtsoverdracht. Hierdoor vervangt vicepresident Hamilton Mourão zijn presidentschap tot aan de machtswisseling met Lula op 1 januari 2023.[21]

### 31 december
- De Algemene Vergadering van de Verenigde Naties vraagt het Internationaal Strafhof om met een gerechtelijk advies te komen over de bezetting door Israël van de Westelijke Jordaanoever, de Gazastrook en Oost-Jeruzalem. 87 landen stemden voor de resolutie.[22]
- Het Zuid-Koreaanse leger meldt dat Noord-Korea vanuit de buurt van Pyongyang opnieuw drie ballistische raketten heeft afgevuurd en spreekt van een "ernstige provocatie". Japan bevestigt de lanceringen.[23]
- Voor de westkust van Marokko komen zeker 13 migranten om het leven doordat hun boot die was vertrokken vanuit Mirleft (Guelmim-Oued Noun) en onderweg naar Las Palmas op een rots loopt en zinkt.[24]

## Overleden
<< · januari · februari · maart · april · mei · juni · juli · augustus · september · oktober · november · december · >>